# Кравченко Михайло Микитович (диригент)
Михайло Микитович Кра́вченко (нар. 25 вересня 1923, Уразово — пом. 14 серпня 2002, Львів) — радянський військовий диригент (підполковник) і педагог. Брат диригента Павла Кравченка.

## Біографії
Народився 25 вересня 1923 року в селі Уразовому (нині селище міського типу у Валуйському районі Бєлгородської області, Росія). 1946 року закінчив Московське вище училище військових диригентів, де навчався у класі Михайла Багриновського.
Після здобуття фахової освіти працював диригентом оркестрів військових частин, навчальних закладів Далекосхідного військового округу. З 1958 року проходив військову службу у Львові: у 1958—1968 роках — начальник-диригент оркестру штабу, у 1968—1974 роках — начальник військово-оркестрової служби Прикарпатського військового округу; одночасно у 1961—1968 роках викладав у Львівському музному училищі. Протягом 1975—1987 років працював викладачем Львівського культурно-освітнього училища. Помер у Львові 14 серпня 2002 року.

## Творчість
Інструментував для духового оркестру увертюру до опери «Воєвода» Петра Чайковського, фортепіанний Концерт Едварда Ґріґа, «1917 рік» Костянтина Данькевича та інше.
З оркестром штабу Прикарпатського військового округу гастролював Україною, Польщею, Чехословаччиною.
Автор «Збірника творів для духових оркестрів» (Львів, 1961).

## Відзнаки
- Нагороджений:
  - орденом Червоної Зірки (30 грудня 1956)[1];
  - медалями «За перемогу над Німеччиною» (9 травня 1945), «За бойові заслуги» (15 листопада 1950)[1];
- Заслужений діяч мистецтв УРСР з 1969 року;
- Дипломант Міжнародного фестивалю військових оркестрів у Сараєво (1973).